# Transtillaspis
Transtillaspis là một chi bướm đêm thuộc phân họ Tortricinae của họ Tortricidae.

## Các loài
- Transtillaspis alluncus Razowski & Pelz, 2005
- Transtillaspis anxia Razowski & Brown, 2004
- Transtillaspis argentilinea Razowski & Becker, 2002
- Transtillaspis armifera Razowski & Wojtusiak, 2006
- Transtillaspis atimeta Razowski, 1997
- Transtillaspis baea Razowski, 1987
- Transtillaspis bascanion Razowski, 1987
- Transtillaspis batoidea Razowski, 1987
- Transtillaspis bebela Razowski, 1987
- Transtillaspis blechra Razowski, 1987
- Transtillaspis brachistocera Razowski, 1987
- Transtillaspis brandinojuxta Razowski, 1987
- Transtillaspis cherada Razowski & Becker, 2001
- Transtillaspis cinifera Razowski & Brown, 2004
- Transtillaspis cornutipea Razowski, 1997
- Transtillaspis cothurnata Razowski & Pelz, 2005
- Transtillaspis cracens Razowski & Pelz, 2005
- Transtillaspis crepera Razowski & Pelz, 2005
- Transtillaspis emblema Razowski & Pelz, 2005
- Transtillaspis empheria Razowski & Pelz, 2005
- Transtillaspis ependyma Razowski & Pelz, 2005
- Transtillaspis galbana Razowski & Pelz, 2005
- Transtillaspis hedychnium Razowski, 1991
- Transtillaspis irrorata Razowski & Pelz, 2003
- Transtillaspis juxtonca Razowski & Pelz, 2005
- Transtillaspis luiscarlosi Razowski & Pelz, 2003
- Transtillaspis lypra Razowski & Pelz, 2005
- Transtillaspis mecosacculus Razowski & Pelz, 2005
- Transtillaspis mindoana Razowski & Pelz, 2005
- Transtillaspis monoseta Razowski & Pelz, 2003
- Transtillaspis multisetae Razowski & Pelz, 2003
- Transtillaspis nedyma Razowski & Pelz, 2005
- Transtillaspis neelys Razowski & Pelz, 2005
- Transtillaspis parummaculatum Razowski & Pelz, 2005
- Transtillaspis plagifascia Razowski & Pelz, 2005
- Transtillaspis rioverdensis Razowski & Pelz, 2005
- Transtillaspis tucumana Razowski & Brown, 2004
- Transtillaspis tungurahuana Razowski & Pelz, 2005
- Transtillaspis zonion Razowski & Becker, 2001